# نیوبیگین-بای-ده-سی
latitudeنیوبیگین-بای-ده-سیlongitudeنیوبیگین-بای-ده-سی
نیوبیگین-بای-ده-سی (به انگلیسی: Newbiggin-by-the-Sea) یک شهرک در بریتانیا است که در انگلستان واقع شده‌است.

## خصوصیات
نیوبیگین-بای-ده-سی ۵٬۹۵۷ نفر جمعیت دارد. 